# Miguel Capão Filipe
Luís Miguel Capão Filipe nasceu em 1961 na freguesia de Vera Cruz em Aveiro. Estudou na Escola do Adro (da Vera-Cruz) e concluiu o Ensino Liceal na Escola Secundária de Aveiro (Homem Cristo), em 1978. Licenciou-se em Medicina pela Faculdade de Medicina da Universidade do Porto. Cumpriu o Serviço Militar Obrigatório em 1988-89 no Regimento de Infantaria de Tomar e posteriormente no Batalhão de Infantaria de Aveiro. Era seu irmão gémeo idêntico, João Artur Capão Filipe (1961-2005), também médico e que se distinguiu como investigador e doutorado em oftalmologia.

## Carreira Médica
Especializou-se em Medicina Interna, tendo completado também o mestrado em Medicina Desportiva pela Faculdade de Medicina da Universidade do Porto. Possui ainda a pós-graduação em Gestão pela Universidade Católica Portuguesa, tendo adquirido a Competência em Gestão pela Ordem dos Médicos. É membro de várias sociedades médicas, entre as quais “Fellow” da American Academy of Allergy, Asthma & Immunology. Entre vários Cursos realizados, destaca-se o “Basic and Clinical Allergy Course”,do National Heart and Lung Institute/Imperial College London.
Habilitou-se com o grau de Consultor de Medicina Interna da carreira médica hospitalar e exerceu o cargo de Diretor Clínico do Hospital Infante D. Pedro de Aveiro de 2002 a 2005 e Diretor do Serviço de Medicina Interna da mesma Instituição de 2009 a 2013.

## Investigação
Desde 1992 esteve ligado à investigação e formação na área de Alergologia no Serviço de Imunoalergologia do Hospital de São João do Porto. Neste campo, dedicou-se a duas linhas de investigação como investigador principal: “Asma e Sistema Nervoso Autónomo” e “Alergia, Asma e Desporto”, tendo sido responsável pela criação da Consulta de Alergia e Asma no Desporto (inovadora em Portugal e uma das primeiras a nível internacional). Publicou como autor ou coautor 36 trabalhos, dos quais 22 foram publicados no estrangeiro. Obteve três dos Prémios Anuais atribuídos pela Sociedade Portuguesa de Alergologia e Imunologia Clínica (SPAIC) e em 2001 o Prémio Melhor Trabalho Científico em Congresso Ibero-Americano de Alergologia.
Da sua investigação definiu como útil testar o atleta com suspeita de Asma Brônquica através de uma prova de prática livre do desporto (“FAST”- free-athletic-sport test ou “Auto-fast” quando auto monitorizado pelo próprio atleta). Os seus estudos também sugerem a existência de um “sindroma de dificuldade respiratória induzido pelo exercício” (EIRDS).

## Carreira política
Foi Deputado na Assembleia Municipal de Aveiro (1997/2001).
Também foi Deputado da Assembleia da República (2001/2002), por Aveiro, tendo exercido as seguintes funções: de coordenação pelo CDS/PP na Comissão Especializada Permanente de Saúde e Toxicodependência; secretário das Comissões de Juventude e Desporto e Comissão Eventual para Análise e Fiscalização dos Recursos Públicos Envolvidos na Organização do Euro 2004. Foi o Deputado Relator do Relatório das propostas de Lei do Plano e Orçamento para 2002 na área da Saúde e Toxicodependência.
Vereador eleito da Câmara Municipal de Aveiro, sem tempo atribuído (2001/2005) e em exercício de funções (2005/2009), com os pelouros do Ambiente, Trânsito e Mobilidade, dos Assuntos Sociais e Família (Ação Social e Habitação Social), Assuntos Culturais (Ação Cultural, Património e Museus, Biblioteca e Arquivo), Defesa do Consumidor e Saúde. Neste período entre outras funções, exerceu as seguintes: Presidente do Conselho de Administração do Teatro Aveirense, Presidente do Conselho Local de Ação Social, Presidente da Comissão de Proteção de Crianças e Jovens de Aveiro, Presidente da Comissão Consultiva do Património Edificado, Presidente do Conselho Consultivo da Mobilidade, Presidente do Conselho Consultivo para o Ambiente Sustentável, Presidente do Conselho Geral da Reserva Natural das Dunas de S. Jacinto e Presidente do Conselho Geral da Fundação António Pascoal. Presidiu à Comissão de Coordenação das Comemorações dos 250 Anos de elevação de Aveiro a cidade.
De 2009 a 2013 foi Presidente eleito da Assembleia Municipal de Aveiro.
É Vereador eleito da Câmara Municipal de Aveiro em exercício de funções desde 2013 até a atualidade com os pelouros de Cultura e Turismo, Mercados e Feiras, Saúde, Toponímia e História Urbana.
Dentro das suas causas de sempre salienta-se o propugnar pela afirmação de Aveiro como uma cidade-Região de referência em Portugal e a disputa por um Centro Hospitalar de Aveiro escolar, diferenciado do tipo polivalente e com um edifício novo.
É defensor convicto da regionalização bem como do modelo de regime monárquico como o melhor para o desenvolvimento do país e dos municípios.

## Área Associativa
Na área associativa, entre outras atividades, pertenceu ao Corpo dos Bombeiros Velhos de Aveiro, foi Vice-Presidente do SC Beira-Mar com o pelouro de Marketing, Relações Públicas e Departamento Médico (1997/2000, abrangendo a conquista da Taça de Portugal e tendo sido responsável pela proposta de remodelação do emblema do Beira-Mar e 2005/6). Foi mordomo das Festas de São Gonçalinho. É cavaleiro da Confraria de S. Gonçalo, confrade da Confraria dos Ovos Moles e membro do Rotary Club de Aveiro. É membro da Associação Portuguesa dos Autarcas Monárquicos e da Causa Real, através da Real Associação de Aveiro.